# Catholic News Service
Catholic News Service (CNS) é uma agência de notícias dos Estados Unidos que cobre reportagens sobre o catolicismo diariamente.
Foi estabelecida em 1920 e é sediada em Washington, D.C.